# Zuidelijke Oeral

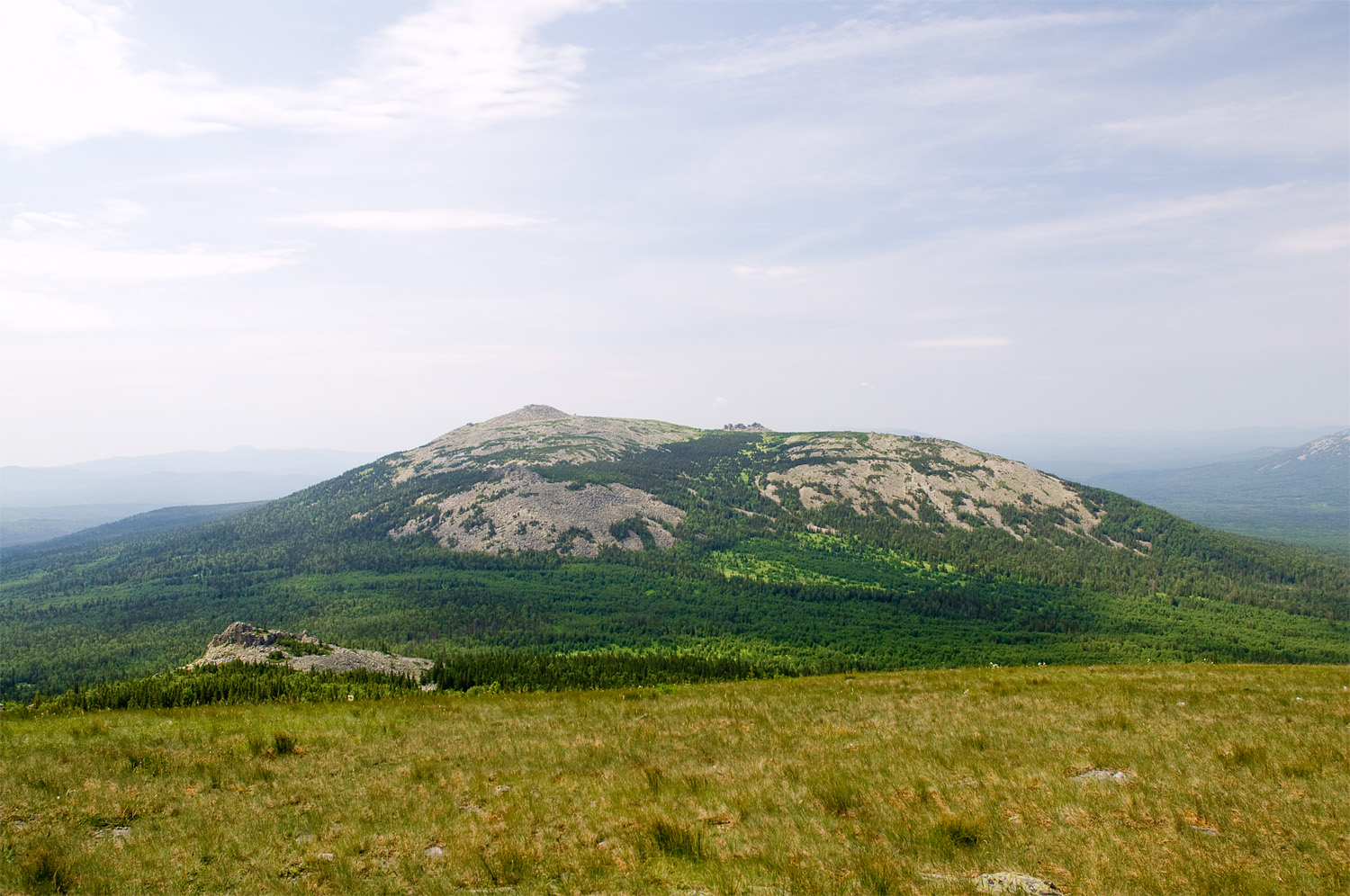

De Zuidelijke Oeral (Russisch: Южный Урал) omvat het zuidelijke en breedste gedeelte van het gebergte Oeral, dat zich uitstrekt van de rivier de Oefa in het district van de pgt Nizjni Oefalej in het noorden tot de Oeralrivier in het zuiden. De lengte bedraagt 550 kilometer van noord naar zuid. De hoogste bergpiek is de Jamantaoe met 1640 meter, waar zich volgens de Verenigde Staten een gigantische ondergrondse atoomaanvalbestendige basis bevindt. Het hoogste en breedste gedeelte van de Zuidelijke Oeral is gevormd door kwartsieten, gneisen en kristalachtige schisten. Het grootste deel van de uitlopers is bedekt met taiga, waaronder wat zeldzamere gemengde bossen en breedbladige bossen. Aan de oostzijde en in het zuidelijke deel bevindt zich steppe.
De grote steden in de Zuidelijke Oeral bevinden zich allemaal aan de oostzijde of in het gebergte en zijn onder andere Tsjeljabinsk, Magnitogorsk, Zlato-oest, Miass, Beloretsk en Troitsk.